# Затока Гей-Люссака

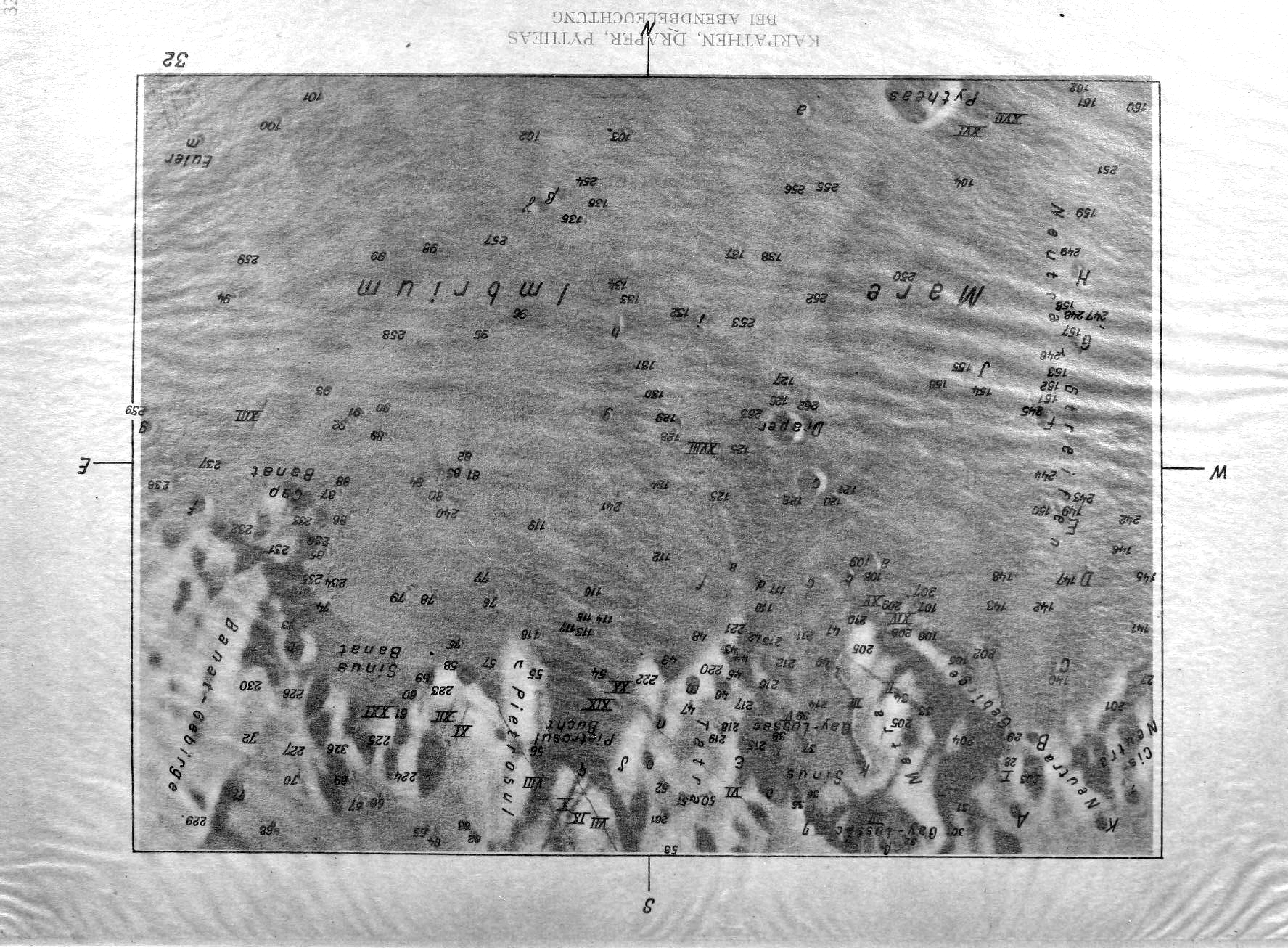
Затока Гей-Люссака — внизу правіше центру. Карта з атласу Крігера та Кеніга — авторів назви затоки, 1912.

Затока Гей-Люссака (лат. Sinus Gay-Lussac; неофіційна нині назва) — маленька морська ділянка на Місяці, на півдні Моря Дощів, між відрогами Карпатських гір. Розміри — близько 50×20 км, координати центра — 15°00′ пн. ш. 21°24′ зх. д. / 15.0° пн. ш. 21.4° зх. д.
На південному сході затока межує з 25-кілометровим кратером Гей-Люссак, на півночі зливається з Морем Дощів. Її поверхня поцяткована численними вторинними кратерами — ймовірно, кратера Коперник. Один із них отримав назву: Гей-Люссак D. Це єдина найменована деталь поверхні затоки.

## Назва
Назва цієї затоки з'явилася разом з низкою інших назв об'єктів Карпат та їх околиць на картах, виданих Йоганном Крігером та Рудольфом Кенігом у 1898—1912 роках. Вона пов'язана з назвою сусіднього кратера Гей-Люссак, який отримав ім'я Жозефа Луї Гей-Люссака від Йоганна фон Медлера. Назва затоки ввійшла в перший офіційний каталог назв місячних об'єктів Міжнародного астрономічного союзу, виданий 1935 року Мері Блегг та Карлом Мюллером.
Пізніше з ініціативи Джерарда Койпера місячну номенклатуру було переглянуто, і імена низки дрібних та невиразних об'єктів скасували. До об'єктів, що не заслуговують на ім'я, віднесли й Затоку Гей-Люссака. Ці зміни Міжнародний астрономічний союз затвердив 1961 року.